# 电波发射机

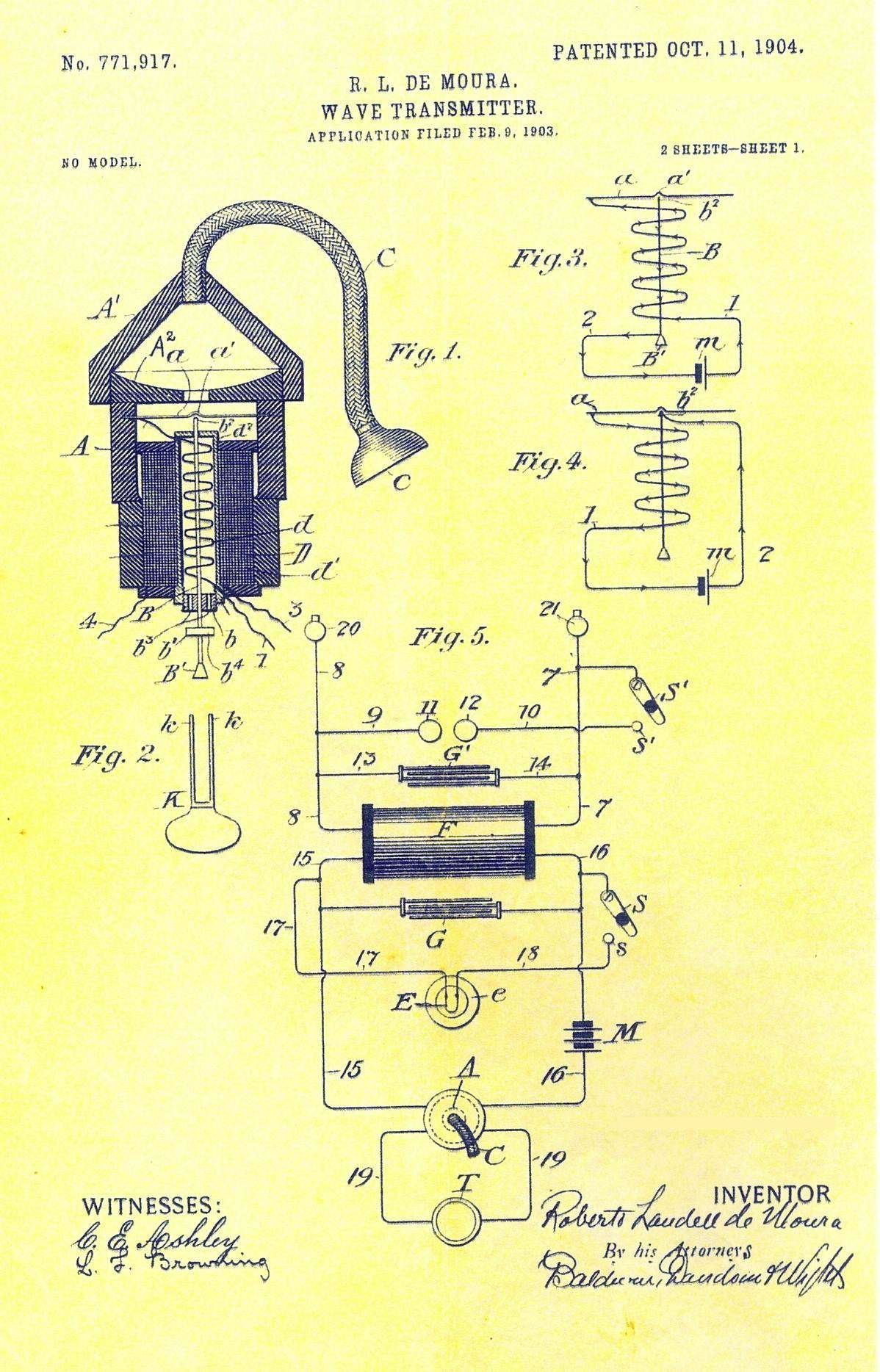
电波发射机示意图，1904年

电波发射机（Wave Transmitter）是罗伯托·兰德尔·德·莫拉于1904年申请专利的无线电收发装置，该设备融合了扩音器、光电话及无线电报的核心技术，不仅能够通过无线电波传输音频信号，还可利用光波进行通信，其原理类似于光电话。

## 发展历程

### 技术背景
德·莫拉的无线通信研究始于1890年代中期。他早期专注于电动扩音器和光电话的研发，随着无线电技术的兴起，逐步将无线电报系统集成到设备中。至1900年，他已在公开演示中展示基于光波通信的原型机，并于次年成功取得巴西专利。
1901年6月14日，德·莫拉搭乘"皮埃蒙特号"（Piemonte）蒸汽船启程赴欧，随后横渡大西洋前往美国寻求专利保护。他在纽约设立实验室，并在此期间成功获得两项突破性专利：其一为配备无线电波提示铃的光电话系统，另一项则是采用光波/无线电波双模传输的独立式无线电报装置。由于美国专利局的技术审查要求，其专利申请文件历经多次修订。
1904年，他获得了电波发射机的专利（专利号771917）。参与专利审查的美国技术专家认为，他所研发的无线传输系统优于当时已有的技术成果。关于无线电话技术本身，专家认定他是"这一技术基础原理的发现者和奠基人"。在其专利公开后，多位企业家提出购买专利权，但兰德尔·德·莫拉拒绝出售，并公开声明："这些发明已不再属于我个人。承蒙上帝恩典，我只是它们的保管者。我将带着它们回到祖国巴西，由祖国负责将其奉献给全人类。

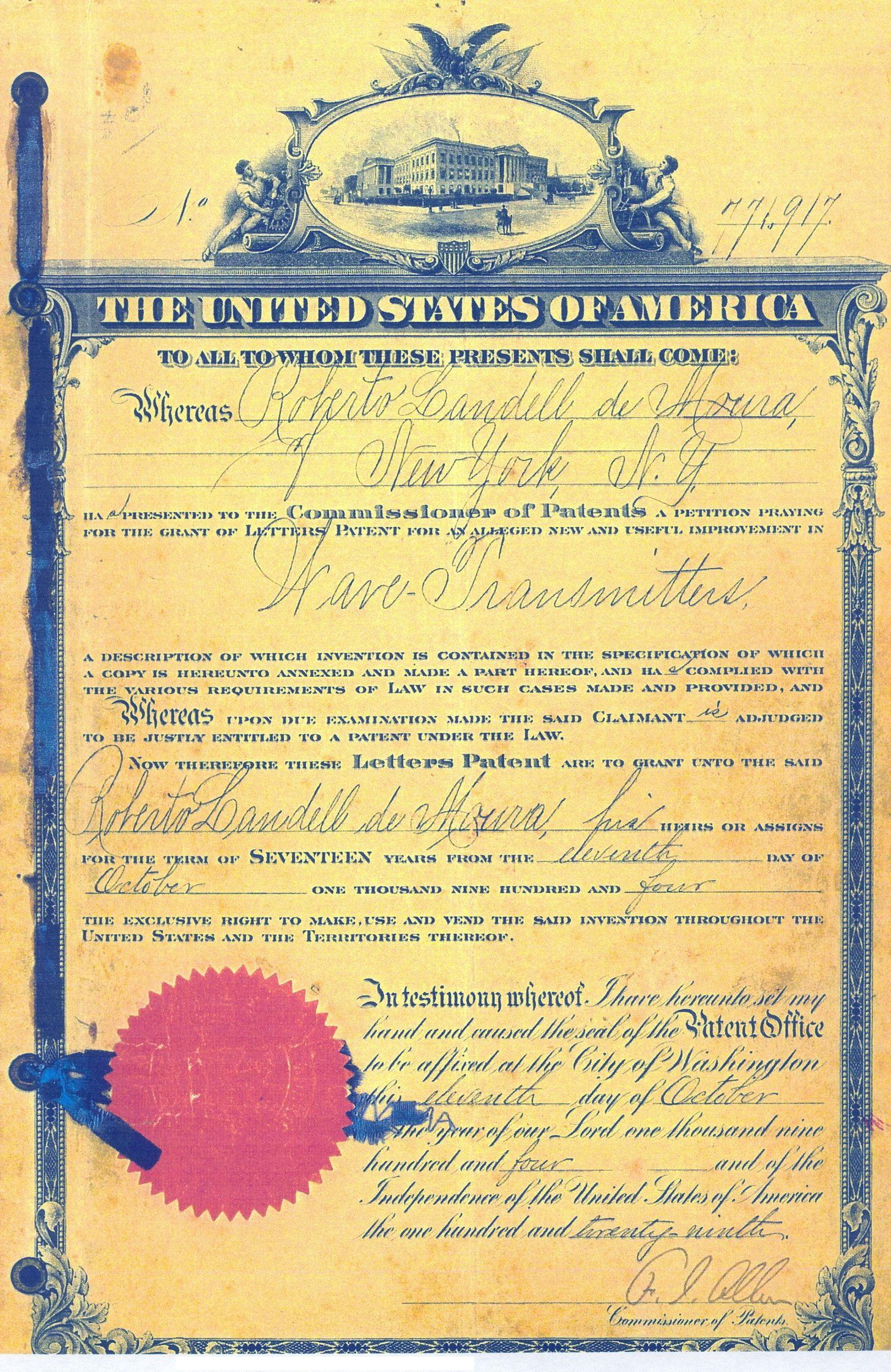
美国专利证书

1904年底，他不得不背负着4,000美元（相当于2023年的$135,644）债务返回巴西，原本计划短期内重返纽约。据埃尼亚尼·福纳里记载，莫拉当时还计划为另外六项发明申请专利，但最终被迫放弃计划。他试图获得巴西政府支持，在近海进行设备演示。然而在与政府代表会面时，他声称舰船间通信可以突破任何距离限制，甚至提出星际通信的可能性，这种超前理念未能得到官员认可。他还向圣保罗州立法议会寻求资金支持以推广发明，但同样未获成功。据阿伦卡尔记载，在遭到巴西政府拒绝后，兰德尔·德·莫拉销毁了实验记录并放弃了科研事业。此后，巴西联邦政府开始为武装部队的无线电电报技术研发提供资金支持。

### 工作原理
「电波发射器」最初被称为古拉德电话(Gouradphone)。该设备采用手工制作，搭载兰德尔发明的机电传声器。根据克劳迪娅·扎尔特朗的描述，此装置能「通过共振腔收集声波」，其金属振膜「通过开合鲁姆科夫线圈的初级线圈，在次级线圈中感应出高压电流并通过天线或两个电火花球进行辐射」。两个电火花球构成「语音断续器」，当暴露于人声或其他声波振动时会产生电火花或闪光信号，接收端可通过电话机、电灯或莫尔斯电码设备解析信息。然而，辐射的声波无法保留说话者的音色特征，需经过训练才能理解信息内容。该信号包含丰富谐波，可在宽频范围内被检测。
Cientec团队在复现该发明时指出，「语音断续器」是兰德尔真正的创新点，设备其他部件均为已知技术。1905年A Federação报道称，光波传输距离可达30至50公里且不受气候干扰，因光束会被人声产生的机械振动和电振动共同调制。
该设备同时采用无线电波与光束传输，并使用连续波技术。兰德尔主张短波适用于远距离通信，而马可尼直至1916年才认可此观点。达里斯博指出光波发射器与电磁波发射器结构不同，美国专利文件则明确说明语音断续器的振动可同时转化为电波和光波。布鲁斯卡托解释「电话机」和「无线电报机」是使用光束的装置。传记作者汉密尔顿·阿尔梅达记录兰德尔耗时十余年研发设备，其构思始于1886年罗马求学归来后。本质上，兰德尔试图通过电磁波建立点对点连接，而电波发射器可向全方向辐射信息。
对比兰德尔与马可尼实验，研究者塞萨尔·奥古斯托·多斯桑托斯和奥托·阿尔伯克基指出：
根据阿尔布开克的分析，兰德尔1901年专利率先实现光子-电子系统的语音传输，而马可尼专利仅关注莫尔斯电码信号传输。两位学者均认为两者实验相似但目标不同，桑托斯强调「这位神父科学家是语音电报领域的首位业余无线电爱好者，也是首个持续开展国内外联络的广播先驱」。

#### 历史遗产
20世纪80年代，巴西电信（Telebrás）工作组在分析美国注册的专利时认为，兰德尔是首位实现连续电波传输的发明家，其使用的阀门装置相当于三极管，而该技术由李·德富雷斯特于1907年获得专利。与此同时，当时任职于巴西电信研发中心并担任圣保罗大学教授的埃德森·贝内迪托·拉莫斯·费里斯在分析专利后指出，兰德尔使用的发光系统是光纤技术的前身，尽管存在差异，但两者的基本原理相同。汉密尔顿·阿尔梅达在其1983年著作中评价这些专利的重要性时强调："兰德尔神父在美国注册的电波发射器专利堪称无线电技术的先驱"。
关于兰德尔的实验成果，劳拉·德卢卡和沃尔特·洛比纳在1993年意大利著作中记载："他完成了人类历史上第一次有记录的无线电传输。圣保罗市政当局见证了电磁波与光波的发射与接收。无线电就此诞生，但当时无人察觉。"作者认为，无线电在巴西未能找到适宜的发展环境。南里奥格兰德联邦大学教授路易斯·阿图尔·费拉雷托指出，通过1899和1900年的实验，"兰德尔神父已经触及了十余年后才被正式命名的广播技术领域"。克劳迪娅·扎尔特朗承认，兰德尔的姓名及其成就至今在本国和国际上仍鲜为人知，而阿尔梅达则强调，兰德尔的发明在其生前已获得美国发明家群体的认可。

### 复制品
1984年，南里奥格兰德州的Fundação de Ciência e Tecnologia科技基金会在工程师安东尼奥·卡洛斯·索拉诺和技术员何塞·克洛维斯·托特尔、安东尼奥·费利佩·佩佩历时三个月的工作后，成功制作出具有实际功能的电波发射器复制品。研究团队面临的主要挑战包括理解设备的原始比例尺和确定建造材料。同年9月7日"祖国周"闭幕式上，该复制品在州长雅伊尔·苏亚雷斯通过装置传递"阿雷格里港"语音的公开演示中亮相。2004年，马尔科·奥雷利奥·卡多索·莫拉经过两年研究制作出另一台功能型复制品。
1984年制作的复制品在宽频带范围内（包括调频波段）的传输距离可达50米，研究者费拉雷托指出在兰德尔所处时代因电磁环境更洁净，实际效果可能更佳。该装置在还原人声语调方面存在困难，这个问题曾促使兰德尔提议建立特定语音编码系统以改善通讯质量。2004年复制品在中波波段（约540千赫）表现出更好的接收效果，同时具备调频识别能力，其余性能指标与1984年版本基本相当。

## 脚注
1. ↑  J. 罗德里戈·博特指出该设备也曾被称作电话筒(Telephono)[18]
2. ↑  詹姆斯·P·赖巴克分析认为，尽管该发明考虑光传输，其核心仍是无线电波传输，研究者认为后者更具优势[2]